# Аманда Огастус
Аманда Огастус (англ. Amanda Augustus; нар. 19 січня 1978) — колишня американська тенісистка.
Найвищу одиночну позицію світового рейтингу — 304 місце досягла 18 червня 2001, парну — 82 місце — 4 листопада 2002 року.
Здобула 18 парних титулів туру ITF.
Найвищим досягненням на турнірах Великого шолома було 2 коло в парному розряді.
Завершила кар'єру 2005 року.

## Фінали ITF

### Парний розряд (18–16)
| Турніри $75,000 |
| Турніри $50,000 |
| Турніри $25,000 |
| Турніри $10,000 |

| Результат | Ранг | Дата              | Турнір                                 | Покриття   | Партнерка             | Суперниці                          | Рахунок                |
| --------- | ---- | ----------------- | -------------------------------------- | ---------- | --------------------- | ---------------------------------- | ---------------------- |
| Перемога  | 1.   | 9 червня 1996     | Лоренсвілл (Джорджія), США             | Тверде     | Ванесса Вебб          | Ребекка Єнсен Крістін Курт         | 7–6, 3–6, 6–4          |
| Перемога  | 2.   | 30 червня 1996    | Мава (Нью-Джерсі), США                 | Тверде     | Ванесса Вебб          | Джекі Мо Вікі Пейнтер              | 6–2, 6–4               |
| Поразка   | 1.   | 16 червня 1997    | Маунт-Плезант (Південна Кароліна), США | Тверде     | Тіна Самара           | Кейрстен Еллі Ліза Андріяні        | 6–2, 3–6, 4–6          |
| Поразка   | 2.   | 26 липня 1997     | Дублін, Ірландія                       | Килим      | Емі Дженсен           | Суріна Де Беер Ліззі Джелфс        | 3–6, 6–4, 4–6          |
| Поразка   | 3.   | 22 вересня 1997   | Ньюпорт-Біч, США                       | Тверде     | Емі Дженсен           | Джинджер Гелгесон-Нілсен Джанет Лі | 3–6, 3–6               |
| Перемога  | 3.   | 28 червня 1998    | Спрингфілд (Міссурі), США              | Тверде     | Джулі Ту              | Аманда Грем Бріанн Стюарт          | 6–0, 6–0               |
| Перемога  | 4.   | 12 липня 1998     | Істон (Меріленд), США                  | Тверде     | Джулі Ту              | Дон Бут Стефані Нікітас            | 6–2, 3–6, 6–1          |
| Поразка   | 4.   | 18 липня 1999     | Евансвілл (Індіана), США               | Тверде     | Елізабет Шмідт        | Аманда Джонсон Ендрія Нейтан       | 4–6, 6–3, 3–6          |
| Перемога  | 5.   | 8 серпня 1999     | Гаррісонсбург (Вірджинія), США         | Тверде     | Емі Дженсен           | Джулія Дітті Wang I-ting           | 5–7, 6–3, 6–2          |
| Поразка   | 5.   | 21 листопада 1999 | Бендіго, Австралія                     | Тверде     | Джулі Ту              | Рейчел Макквіллан Труді Мусгрейв   | 4–6, 5–7               |
| Перемога  | 6.   | 16 квітня 2000    | Ла-Каньяда-Флінтридж (Каліфорнія), США | Тверде     | Джулі Ту              | Джанет Лі Вінне Пракуся            | 6–3, 6–1               |
| Перемога  | 7.   | 25 червня 2000    | Монреаль, Канада                       | Тверде     | Емі Дженсен           | Дженніфер Ембрі Крістіна Крашевскі | 3–6, 7–5, 6–0          |
| Поразка   | 6.   | 2 липня 2000      | Лашін, Канада                          | Ґрунт      | Емі Дженсен           | Дженніфер Ембрі Крістіна Крашевскі | 1–6, 5–7               |
| Перемога  | 8.   | 17 вересня 2000   | Осака, Японія                          | Тверде     | Емі Дженсен           | Хісамацу Сіхо Чон Мі Ра            | 6–3, 6–2               |
| Перемога  | 9.   | 1 жовтня 2000     | Саґа (Саґа), Японія                    | Трава      | Емі Дженсен           | Нанні де Вільєрс Ева Крейчова      | 6–4, 6–3               |
| Перемога  | 10.  | 5 листопада 2000  | Голд-Кост, Австралія                   | Тверде     | Емі Дженсен           | Наталі Грандін Ніколь Ренкен       | 6–4, 6–3               |
| Поразка   | 7.   | 15 квітня 2001    | Колумбус (Огайо), США                  | Тверде (i) | Сара Тейлор           | Ліза Макші Ірина Селютіна          | 1–6, 5–7               |
| Поразка   | 8.   | 22 квітня 2001    | Аллентаун (Пенсільванія), США          | Тверде (i) | Зузана Лешенарова     | Ліза Макші Ірина Селютіна          | 5–7, 3–6               |
| Перемога  | 11.  | 29 квітня 2001    | Джексон (Міссісіпі), США               | Ґрунт      | Ірина Селютіна        | Зузана Лешенарова Ніколе Мельх     | 6–3, 6–3               |
| Поразка   | 9.   | 4 листопада 2001  | Гейвард, США                           | Тверде     | Абігейл Спірс         | Ірина Селютіна Нанні де Вільєрс    | 0–6, 5–7               |
| Перемога  | 12.  | 18 листопада 2001 | Мехіко, Мексика                        | Тверде     | Дженніфер Ембрі       | Келлі Лігган Рената Ворачова       | 7–6(7–5), 2–6, 7–67–5) |
| Перемога  | 13.  | 3 грудня 2001     | Вест-Колумбія (Техас), США             | Тверде     | Дженніфер Ембрі       | Аліна Жидкова Абігейл Спірс        | 0–6, 6–3, 6–3          |
| Поразка   | 10.  | 30 березня 2002   | Бендіго, Австралія                     | Трава      | Клер Каррен           | Сара Стоун Саманта Стосур          | 0–6, 6–4, 3–6          |
| Перемога  | 14.  | 7 липня 2002      | Амстердам, Нідерланди                  | Ґрунт      | Крістіна Горіатопулос | Ленка Шнайдрова Івана Вишич        | 7–6(7–4), 6–4          |
| Перемога  | 15.  | 14 липня 2002     | Філікстоу, Велика Британія             | Трава      | Ніколь Сьюелл         | Крістіна Горіатопулос Сара Стоун   | 7–6(7–5), 6–4          |
| Перемога  | 16.  | 4 серпня 2002     | Ванкувер, Канада                       | Тверде     | Рената Колбовіч       | Лорен Калварія Габріела Ластра     | 7–5, 7–5               |
| Поразка   | 11.  | 17 листопада 2002 | Порт-Пірі, Австралія                   | Тверде     | Габріела Ластра       | Труді Мусгрейв Жулі Пуллен         | 6–7(1–7), 2–6          |
| Поразка   | 12.  | 24 листопада 2002 | Нуріоотпа, Австралія                   | Тверде     | Габріела Ластра       | Еві Домінікович Рейчел Макквіллан  | 5–7, 3–6               |
| Поразка   | 13.  | 8 грудня 2002     | Нонтхабурі, Таїланд                    | Тверде     | Деббі Гак             | Івана Абрамович Тедзука Ремі       | 2–6, 1–6               |
| Перемога  | 17.  | 13 липня 2003     | Ванкувер, Канада                       | Тверде     | Мелані Маруа          | Ніколь Сьюелл Андреа ван ден Гурк  | 7–6(7–4), 6–4          |
| Поразка   | 14.  | 14 вересня 2003   | Пічтрі-Сіті (Джорджія), США            | Тверде     | Мелані Маруа          | Лорен Калварія Джессіка Ленгофф    | 6–4, 3–6, 1–6          |
| Поразка   | 15.  | 28 вересня 2003   | Альбукерке, США                        | Тверде     | Мелані Маруа          | Саманта Рівз Мілагрос Секера       | 3–6, 2–6               |
| Перемога  | 18.  | 19 жовтня 2003    | Мехіко, Мексика                        | Тверде     | Мелані Маруа          | Сара Ріск Кейсі Смеші              | 7–6(8–6), 6–2          |
| Поразка   | 16.  | 1 лютого 2004     | Вайколоа, США                          | Тверде     | Наталі Грандін        | Хісела Дулко Патрісія Тарабіні     | 6–1, 3–6, 3–6          |